# 蒼木るい
蒼木 るい（あおき るい）は、日本の女優、アーティスト。
事務所はエイジアプロモーションを退所後、スペースクラフトエンタテイメントに所属していたが、2020年9月に退所。現在はエッグスター所属。身長163cm、靴のサイズ24.5cm、血液型B型。

## 人物
幼少期から始めた器械体操では全国大会準優勝、西日本大会優勝等の好成績を残す。
現在は女優として活動中。TikTokフォロワー46000人超。

## 出演

### TVドラマ
- 連続テレビ小説 ちむどんどん（2022年、NHK総合）- 水商売風女性 役
- 新・信長公記 〜クラスメイトは戦国武将〜 （2022年、読売テレビ）- ジャージマン 役
- プレミアムドラマ 舟を編む 〜私、辞書つくります〜 第1話 （2024年2月18日、NHK BS/NHK BSプレミアム4K） -「VIVIAN」編集部員 役

### 音楽
- 2021.9.29　Belserius／浴衣姿の君へ (feat. 蒼木るい)
- 2021.12.29 belserius/promised illuminations (feat.蒼木るい)

### 舞台
- 東京湾はエンタテイメント　主演渚役（2019.10）
- 従軍看護婦 メインキャスト青江鶴役（2019.8）
- 嫌われ松子の一生 （2019.2）
- STRAYDOG番外公演　ズーキーパーズ（2018.9.26~2018.9.30）

### 広告
- ダリヤ partyヘアカラー剤
- めくばせブラックWebモデル
- ポイントカラーチューブWebモデル

### 映画
- 堕ちていく 脚本・監督・編集：ヌーッティ・アレクシス（2019.5.19）
- 「エンボク」鈴木浩介監督（2019.3.7）
- 「アンナとアンリの影送り」　監督・脚本Yuki Saito（2018.3.16）

### TV番組
- TBS 「イベントGO！」オープニングテーマ（2021.3）
- TVK 音楽缶（2021.3）
- TBS 初耳学「スキャンダル日本史」（2018.1）
- TBS スポーツ男子頂上決戦（2017.9.28）

### CM
- TVCM 春日製紙工業「薔薇のおもてなし」（2015）

### ラジオ
- 「もしかしてどぶろっくだけど！？」（2020.2.20.~2.25 OA）
- ABCラジオ「ハッシュタグZ」（2020.1.4 OA）
- ABCラジオ「ハッシュタグZ」（2020.11.16 OA）
- 「Richymanのエンタメ倶楽部」（2019.9.20 OA ）

### ステージ
- 「東京湾大感謝祭2019」内航総連ステージ（2019.10.26~2019.10.27）
- 「女優達の昭和歌謡Night」 Vol.11 銀座TACT（2019.7.4）

### 雑誌
- 竹書房 TOPYELL